# Barbacana

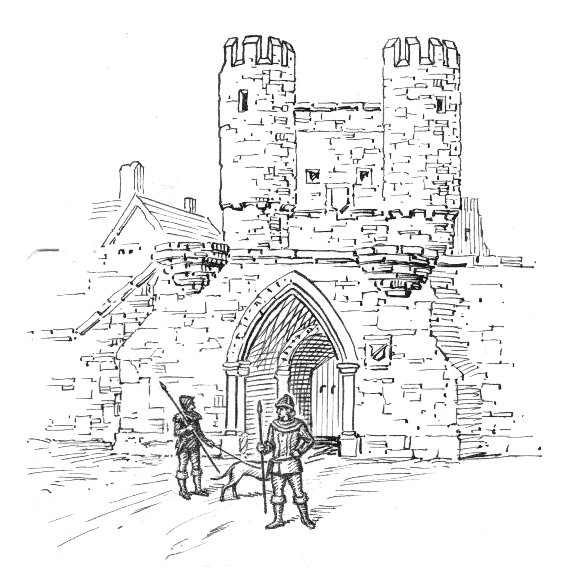
Barbacana.

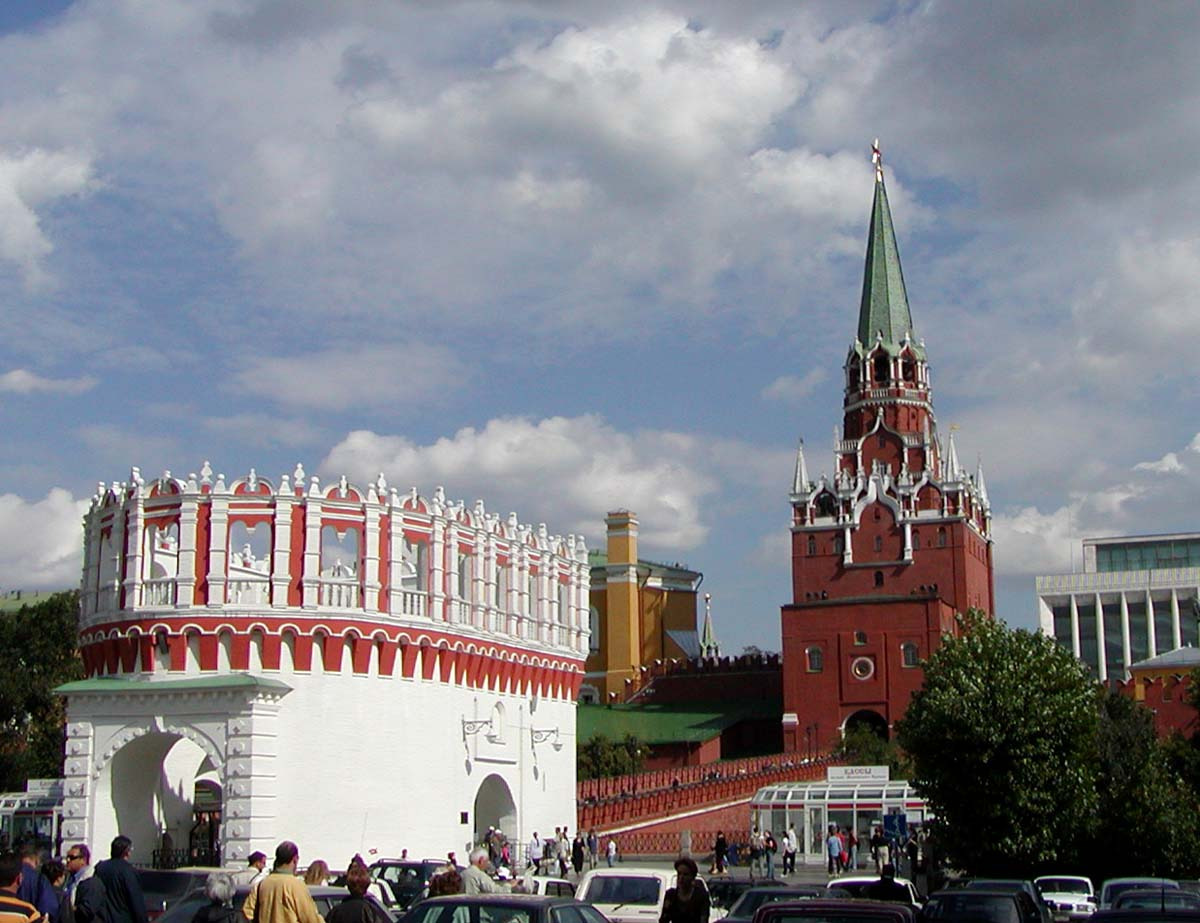
Torres Kutafya y Troitskaya, en el Kremlin de Moscú.

Una barbacana o revellín es una estructura defensiva medieval que servía como soporte al muro de contorno o cualquier torre o fortificación, adelantada y aislada, situada sobre una puerta, poterna o puente que era utilizada con propósitos defensivos. Las barbacanas estaban por lo general situadas fuera de la línea principal de defensa y conectadas a los muros de la ciudad por un camino fortificado.
Tal fortificación era a menudo solo un terraplén adosado al muro junto a la zona más vulnerable de un castillo o de una plaza fuerte. Este sistema defensivo se difundió ya en el alto medievo prácticamente en toda Europa también por su relativa simplicidad de construcción. 
Habiendo estado dirigido a la defensa de construcciones militares, existen excepciones en las que las barbacanas vienen como defensa de estructuras civiles más que de sustento. La explicación se encuentra en que dada la pobreza de las pequeñas poblaciones, un terraplén similar representaba una solución constructiva simple, rápida y poco costosa.
En el siglo XV con la mejora de las tácticas militares y la artillería, las barbacanas perdieron su importancia. Sin embargo, algunas fueron construidas todavía en el siglo XVI.
Algunas barbacanas notables son la de Varsovia y la de Cracovia, ambas en Polonia.

## Etimología
Barbacana proviene del árabe hispano 'báb albaqqára' (puerta vaquera).  Es un término que se usa en varios idiomas europeos: francés, italiano (barbacane), portugués (barbacã) e inglés (barbican). En una forma muy arcaica las barbacanas eran también las aspilleras verticales sobre los muros del castillo para poder golpear al enemigo manteniéndose a cubierto. En realidad, el término en el pasado ha sido utilizado para designar otro tipo de fortificaciones.

## Topónimos
Por la propia naturaleza del terraplén, hoy alguna zona a menudo muy pequeña o lejana de centros habitados ha tomado el nombre de barbacana. Solamente, estos topónimos son ubicados donde antiguamente surgía una barbacana en la primera acepción expuesta. 
A título de ejemplo, en Italia existen las siguientes barbacanas:
- Barbacanas en Florencia, Éboli, Spilimbergo, Gargnano
- Localidades con el nombre Barbacana son presentes en: Bra, Cavallermaggiore Pavarolo, Cantarana, Monopoli.
- Río o torrente Barbacana en Leini y Settimo Torinese